# ÖHB-Cup 2021/22
Der ÖHB-Cup 2021/22 ist die 35. Austragung des Handballcupwettbewerbs der Herren.

## Hauptrunden

### 1. Runde
| Datum, Uhrzeit           | Heimmannschaft                                         | Ergebnis          | Gastmannschaft                                                   |
| ------------------------ | ------------------------------------------------------ | ----------------- | ---------------------------------------------------------------- |
| 15. Okt. 2021, 19:15 Uhr | Spiders Wels (2L) 4 Šišmanovič                         | 21 : 39 (10 : 17) | Handball Sportunion Leoben (2L) 10 Kováčech                      |
| 16. Okt. 2021, 00:00 Uhr | ULZ Schwaz (LL)                                        | 0 : 12 (0 : 0)    | HSG Graz (1L)                                                    |
| 16. Okt. 2021, 15:30 Uhr | Bregenz Handball ML (LL) 5 Schelling, Jäger            | 22 : 29 (13 : 16) | Handballclub Fivers Margareten 2 (2L) 7 Dvorak                   |
| 16. Okt. 2021, 16:00 Uhr | Handballclub Fivers Margareten M1 (LL) 10 Durakovic    | 26 : 29 (11 : 15) | Bregenz Handball FT (2L) 10 Springhetti                          |
| 16. Okt. 2021, 17:00 Uhr | WAT Atzgersdorf M1 (LL) 3 Silberbauer, Förster         | 18 : 39 (10 : 21) | Bregenz Handball (1L) 10 Brombeis                                |
| 16. Okt. 2021, 17:00 Uhr | UHC Absam (LL) 5 Badzoka                               | 19 : 42 (7 : 24)  | HSG Bärnbach/Köflach (1L) 9 Glaser                               |
| 16. Okt. 2021, 17:30 Uhr | Alpla HC Hard FT (2L) 9 Mischi                         | 31 : 30 (13 : 12) | WAT Fünfhaus (2L) 10 Hofbauer                                    |
| 16. Okt. 2021, 18:00 Uhr | SG TV Gleisdorf/Weiz (LL)                              | 17 : 26 (7 : 12)  | UHC Salzburg (2L) 8 Aufhauser                                    |
| 16. Okt. 2021, 18:00 Uhr | Handballclub BW Feldkirch (LL) 11 Matt                 | 37 : 28 (17 : 14) | BT Füchse (1L) 12 Lechner                                        |
| 16. Okt. 2021, 18:00 Uhr | HIB Graz (2L) 6 Gasperov, Mavric                       | 25 : 36 (15 : 20) | HC Linz AG (1L) 5 Sironjic, Gartner, Cvetko                      |
| 16. Okt. 2021, 18:30 Uhr | HC Voitsberg (LL) 13 A. Bellina                        | 39 : 25 (20 : 10) | Brixton Fire Krems Langenlois (2L) 5 Lambauer, Grabner, Neumaier |
| 16. Okt. 2021, 19:30 Uhr | Post SV Wien (LL) 14 Freyer                            | 28 : 22 (11 : 12) | HcB Lauterach (2L) 6 Mager, Gorbach, Reich                       |
| 17. Okt. 2021, 16:00 Uhr | Union West-Wien M1 (LL) 4 Lehrer                       | 16 : 43 (8 : 20)  | UHC Hollabrunn (2L) 11 Kosteski                                  |
| 17. Okt. 2021, 17:00 Uhr | Union Handball Sparkasse Korneuburg (2L) 8 Mühlleitner | 32 : 17 (17 : 9)  | Handball Tirol FT (2L) 5 Orcsik                                  |
| 17. Okt. 2021, 18:00 Uhr | Union Sparkasse Horn (LL) 11 Steinhauser               | 33 : 28 (17 : 13) | SK Keplinger-Traun (2L) 10 Lafleur                               |
| 17. Okt. 2021, 18:00 Uhr | Perchtoldsdorf Devils (LL) 4 Handl, Göller             | 21 : 27 (8 : 16)  | WAT Atzgersdorf (2L) 9 Grün                                      |

### 2. Runde
| Datum, Uhrzeit           | Heimmannschaft                                            | Ergebnis          | Gastmannschaft                             |
| ------------------------ | --------------------------------------------------------- | ----------------- | ------------------------------------------ |
| 26. Nov. 2021, 19:30 Uhr | Handballclub BW Feldkirch (LL) 7 Hintringer               | 25 : 23 (12 : 10) | Bregenz Handball FT (2L) 7 Galijasevic     |
| 27. Nov. 2021, 14:30 Uhr | Handballclub Fivers Margareten 2 (2L) 11 Pieber           | 30 : 32 (13 : 14) | JAGS Vöslau (1L) 10 Riedner                |
| 27. Nov. 2021, 18:00 Uhr | HC Voitsberg (LL) 5 Maurer                                | 21 : 29 (9 : 15)  | UHC Hollabrunn (2L) 5 Kosteski, Vukša      |
| 27. Nov. 2021, 19:00 Uhr | Union Sparkasse Korneuburg (2L) 9 Dietrich                | 24 : 32 (12 : 14) | Handball Sportunion Leoben (2L) 8 Kováčech |
| 27. Nov. 2021, 19:00 Uhr | SC Ferlach (1L) 7 Setnikar                                | 28 : 30 (16 : 16) | HSG Bärnbach/Köflach (1L) 7 Hutecek        |
| 27. Nov. 2021, 19:00 Uhr | WAT Atzgersdorf (2L) 6 Fuchs                              | 25 : 34 (11 : 19) | Bregenz Handball (1L) 7 Winogradow         |
| 28. Nov. 2021, 15:30 Uhr | Post SV Wien (LL) 7 Freyer                                | 33 : 24 (17 : 10) | UHC Salzburg (2L) 10 Aufhauser             |
| 28. Nov. 2021, 15:30 Uhr | Handball Tirol 2 (2L) 10 Igbinoba                         | 35 : 19 (16 : 10) | Union Handball Club Tulln (LL) 5 Wutzl     |
| 4. Dez. 2021, 13:00 Uhr  | Alpla HC Hard FT (2L) 7 Mischi                            | 25 : 43 (9 : 25)  | HSG Graz (1L) 7 Skol, Edegger              |
| 20. Dez. 2021, 19:45 Uhr | SG Hc Linz AG / Edelweiss FT (2L) 8 Falthansl-Scheinecker | 27 : 39 (11 : 21) | Union St. Pölten (2L) 8 Pfaffinger         |
| 8. Jan. 2022, 18:00 Uhr  | Union Sparkasse Horn (LL) 9 Steinhauser                   | 25 : 32 (12 : 19) | HC Linz AG (1L) 6 Kislinger                |

### Achtelfinale
| Datum, Uhrzeit           | Heimmannschaft                             | Ergebnis          | Gastmannschaft                                   |
| ------------------------ | ------------------------------------------ | ----------------- | ------------------------------------------------ |
| 4. Feb. 2022, 19:30 Uhr  | Handball Tirol 2 (2L) 6 Lechleitner        | 29 : 46 (13 : 22) | UHK Krems (1L) 9 Führer                          |
| 5. Feb. 2022, 17:00 Uhr  | UHC Hollabrunn (2L) 6 Kosteski, Wieninger  | 21 : 30 (12 : 15) | Bregenz Handball (1L) 6 Winogradow               |
| 5. Feb. 2022, 20:00 Uhr  | Handballclub BW Feldkirch (LL) 5 Erlacher  | 15 : 44 (7 : 24)  | Handball Tirol (1L) 11 Lochner                   |
| 6. Feb. 2022, 16:00 Uhr  | Post SV Wien (LL) 7 Gräber                 | 28 : 40 (13 : 21) | HSG Graz (1L) 9 Hallmann                         |
| 6. Feb. 2022, 18:00 Uhr  | Union St. Pölten (2L) 7 Neumair            | 22 : 35 (13 : 19) | HSG Bärnbach/Köflach (1L) 7 Djurdjevič           |
| 15. Feb. 2022, 19:30 Uhr | JAGS Vöslau (1L) 10 Schuster               | 29 : 34 (11 : 17) | Handballclub Fivers Margareten (1L) 7 Martinović |
| 16. Feb. 2022, 19:00 Uhr | Handball Sportunion Leoben (2L) 9 Kováčech | 28 : 35 (10 : 20) | HC Linz AG (1L) 10 Cvetko                        |
| 1. März 2022, 19:00 Uhr  | Alpla HC Hard (1L) 7 Predragović           | 26 : 25 (11 : 11) | SG Handball Westwien (1L) 8 Ranftl               |

### Viertelfinale
| Datum, Uhrzeit           | Heimmannschaft                                         | Ergebnis          | Gastmannschaft                   |
| ------------------------ | ------------------------------------------------------ | ----------------- | -------------------------------- |
| 26. März 2022, 18:00 Uhr | HSG Bärnbach/Köflach (1L) 4 Nenadić                    | 24 : 32 (9 : 16)  | Handball Tirol (1L) 9 Medić      |
| 26. März 2022, 18:15 Uhr | Handballclub Fivers Margareten (1L) 7 Damböck, Haunold | 35 : 31 (19 : 13) | HSG Graz (1L) 7 Hallmann         |
| 26. März 2022, 19:00 Uhr | Alpla HC Hard (1L) 12 Predragović                      | 26 : 20 (15 : 10) | UHK Krems (1L) 6 Jochmann        |
| 6. Apr. 2022, 19:00 Uhr  | HC Linz AG (1L) 11 Fižuleto                            | 26 : 29 (11 : 10) | Bregenz Handball (1L) 9 Ešegović |

## Finalrunden
Die Endrunde, das Final Four, findet in der Sporthalle am See am 6. und 7. Mai 2022 statt.

### Halbfinale
| Datum, Uhrzeit         | Heimmannschaft              | Ergebnis          | Gastmannschaft                                |
| ---------------------- | --------------------------- | ----------------- | --------------------------------------------- |
| 6. Mai 2022, 18:00 Uhr | Alpla HC Hard (1L) 8 Schmid | 29 : 33 (14 : 16) | Bregenz Handball (1L) 11 Ešegović             |
| 6. Mai 2022, 20:25 Uhr | Handball Tirol (1L) 7 Wöss  | 35 : 29 (18 : 12) | Handballclub Fivers Margareten (1L) 7 Damböck |

### Finale
| Bregenz Handball | Bregenz Handball    | Bregenz Handball | Bregenz Handball | Bregenz Handball | 32 (16, 26) | - | 30 (13, 26) | Handball Tirol | Handball Tirol | Handball Tirol | Handball Tirol       | Handball Tirol |
| ---------------- | ------------------- | ---------------- | ---------------- | ---------------- | ----------- | - | ----------- | -------------- | -------------- | -------------- | -------------------- | -------------- |
| Rückennummer     | Spieler             | Gelbe Karte      |                  | Rote Karte       | Tore        |   | Tore        | Gelbe Karte    |                | Rote Karte     | Spieler              | Rückennummer   |
| 1                | Goran Aleksić       |                  |                  |                  | 0           |   | 5           |                |                |                | Alexander Wanitschek | 2              |
| 6                | Lukas Frühstück     |                  |                  |                  | 0           |   | 4           |                |                |                | Sebastian Spendier   | 8              |
| 10               | Marko Čorić         |                  | 2                |                  | 5           |   | 0           |                |                |                | Christoph Demmerer   | 9              |
| 13               | Marko Tanasković    |                  | 2                |                  | 0           |   | 0           |                |                |                | Felix Kristen        | 11             |
| 16               | Ralf Patrick Häusle |                  |                  |                  | 0           |   | 0           |                |                |                | Tobias Alber         | 12             |
| 20               | Ante Ešegović       |                  |                  |                  | 12          |   | 3           |                | 2              |                | Richard Wöss         | 18             |
| 23               | Marcel Timm         |                  |                  | 1                | 2           |   | 12          |                | 1              |                | Petar Medić          | 19             |
| 24               | Michail Winogradow  |                  | 1                |                  | 2           |   | 0           |                |                |                | Clemens Wilfing      | 20             |
| 26               | Florian Mohr        |                  |                  |                  | 0           |   | 0           |                |                |                | Armin Hochleitner    | 21             |
| 29               | Alexander Wassel    |                  | 1                |                  | 1           |   | 0           |                |                |                | Aljaksej Kischou     | 23             |
| 30               | Claudio Svečak      |                  |                  |                  | 1           |   | 4           |                | 1              |                | Michael Miskovez     | 26             |
| 32               | Matic Kotar         |                  |                  |                  | 4           |   | 2           |                | 2              |                | Gerald Zeiner        | 28             |
| 46               | Jan Kroiss          |                  |                  |                  | 0           |   | 0           |                |                |                | Tobias Grothues      | 32             |
| 57               | Dian Ramic          |                  |                  |                  | 0           |   | 0           |                |                | 1              | Dario Lochner        | 44             |
| 99               | Luka Vukićević      |                  |                  |                  | 5           |   | 3           |                |                |                | Johannes Demmerer    | 99             |
| Trainer          | Markus Burger       | 1                |                  |                  |             |   |             |                |                |                | Gerald Zeiner        | Trainer        |

Schiedsrichter: Radojko Brkić & Andrei Jusufhodžić